# بولباي
بلدية بولباي (بالإسبانية: Pulpí)‏, هي بلدية تقع في مقاطعة المرية. جنوب شرق إسبانيا. يبلغ عدد سكانها 7.600 نسمة.

## وصلات خارجية
- (بالإسبانية)